# Rudolf Smolik
Rudolf Smolik (* 14. April 1902 in Thomasroith; † 30. Juli 1943 in der JVA München-Stadelheim) war ein österreichischer kommunistischer Widerstandskämpfer und Opfer der NS-Justiz.

## Leben

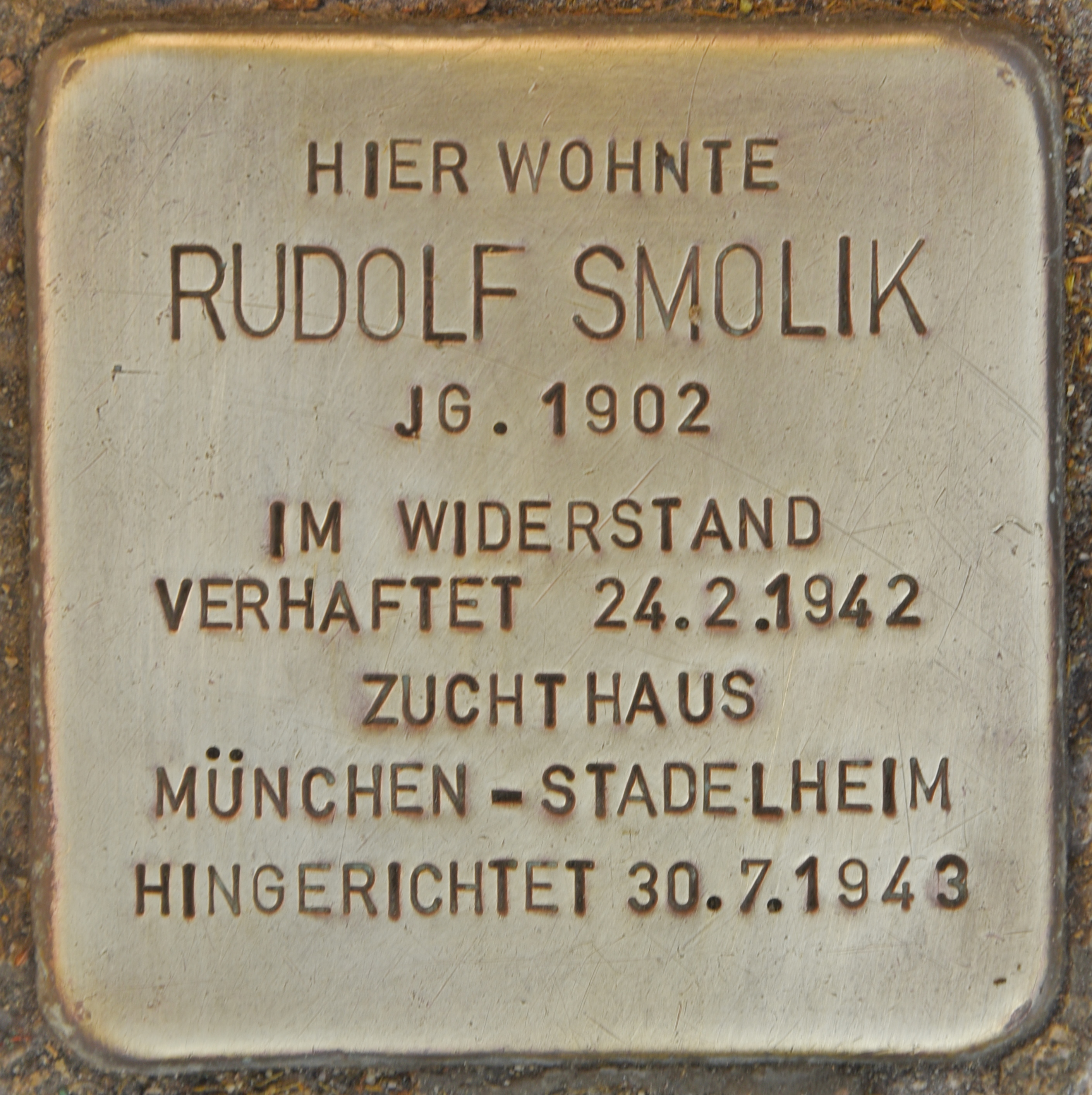
Stolperstein für Rudolf Smolik in der Maxglaner Hauptstraße 17 in Salzburg

Smolik war Radiotechniker, verheiratet, hatte einen Sohn, der 1929 geboren wurde und lebte seit 1922 in Salzburg; ab 1938 im Salzburger Stadtteil Maxglan. Seit Anfang 1940 war er Mitglied der von Franz Ofner und Anton Reindl wieder reaktivierten illegalen Kommunistischen Partei Österreichs (KPÖ) und ab November 1940 Leiter der KPÖ-Ortsgruppe Maxglan. Seine Haupttätigkeit war das Anwerben neuer Mitglieder, Verwaltung der Mitgliedsbeiträge und Unterstützung von Genossen und in Not geratene Familien durch die Österreichische Rote Hilfe.
Anfang 1942 wurden alle sozialistischen und kommunistischen Widerstandsgruppen in Salzburg durch den aus Bayern stammenden Gestapo-Spitzel Josef Kirschner enttarnt. Smolik wurde am 24. Februar 1942 von der Gestapo verhaftet und zusammen mit Rudolf Hartl, Leopold Hock, Josef Thalhammer und Josef Wartinger am 3. März 1943 vom 1. Senat des Volksgerichtshofes unter Vorsitz von Paul Lämmle im Schwurgerichtssaal des Landesgerichts Salzburg wegen „Vorbereitung zum Hochverrat“ und „Feindbegünstigung“ zum Tode verurteilt. Smolik wurde am 30. Juli 1943 im Gefängnis München-Stadelheim hingerichtet.
14 Mitglieder der Ortsgruppe Maxglan wurden zu jeweils mehreren Jahren Zuchthaus verurteilt und zumeist in die Strafdivision 999 abkommandiert.
Seine Frau heiratete wieder, sein Sohn Kurt emigrierte 1947 in die Schweiz.

## Gedenken
Auf Initiative des Landesverbandes Salzburg der österreichischen KZler, Häftlinge und politisch Verfolgten soll Smolik und andere Widerstandskämpfer auf dem Friedhof am Perlacher Forst in München exhumiert und am 14. Dezember 1952 auf dem Salzburger Kommunalfriedhof von Pfarrer Franz Dürnberger aus Gnigl bestattet worden sein. Neueste Rechercheergebnisse im Rahmen des Projektes „Stolpersteine Salzburg“ belegen jedoch, dass sein Leichnam sowie die sterblichen Überreste von Heinrich Auer, Karl Schallmoser und Anton Schubert der Anatomie der Universität Würzburg zu Studienzwecken übergeben wurden.
Am 6. Juli 2011 wurde zu seinem Andenken in der Maxglaner Hauptstraße 17 in Salzburg ein Stolperstein verlegt. 